# Arrampicata su ghiaccio

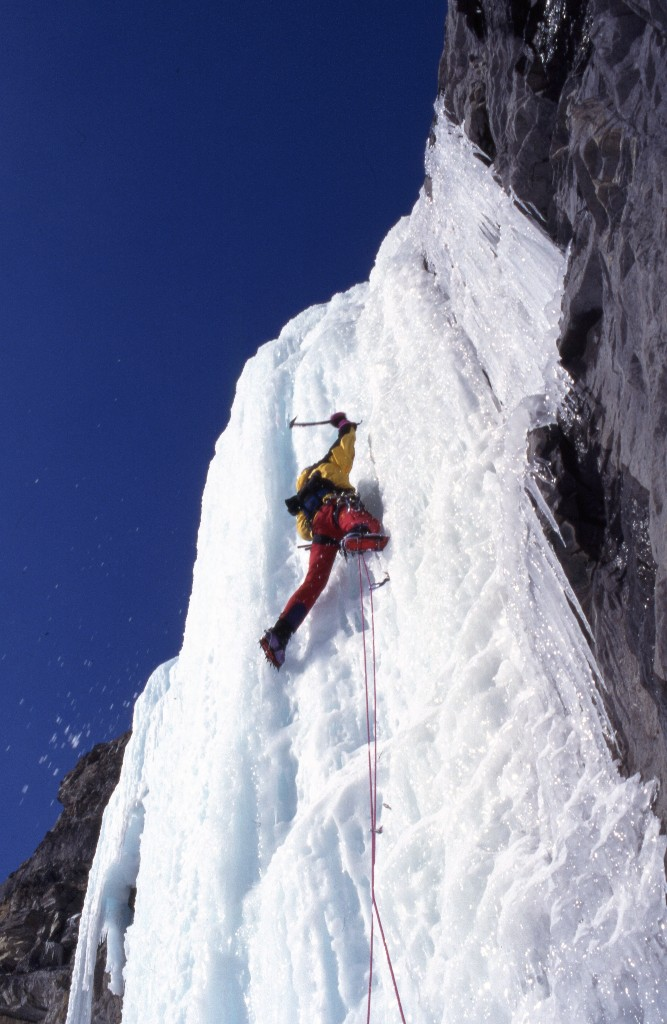
Arrampicata su ghiaccio su cascata, via Oh le tabernacle sulle Montagne Rocciose Canadesi.

L'arrampicata su ghiaccio (si parla anche di cascate di ghiaccio per riferirsi all'attività) è uno sport estremo derivante dall'alpinismo e dall'arrampicata. Consiste nell'arrampicarsi con l'aiuto fondamentale di piccozze e ramponi, e con l'uso di altri materiali, sulle formazioni ghiacciate come i couloirs e le goulotte di ghiaccio o i seracchi, in alta montagna o sulle cascate di ghiaccio in media montagna. L'assicurazione si può fare sul ghiaccio stesso utilizzando viti da ghiaccio.

## Descrizione

### Tecnica di salita
La progressione su ghiaccio, su parete ripida, prevede che lo scalatore affronti la parete "faccia a monte" e che si innalzi piantando alternativamente una delle due piccozze impugnate ed infiggendo nel ghiaccio le punte frontali dei ramponi. 
Le piccozze utilizzate sono più corte di quelle classiche da escursionismo-alpinismo, spesso col manico curvato, e bilanciate in modo da poter assestare un colpo efficace con la becca. Non è quindi più necessario scavare i gradini, tecnica utilizzata un tempo, comunque non adatta a pareti a piombo o strapiombanti.

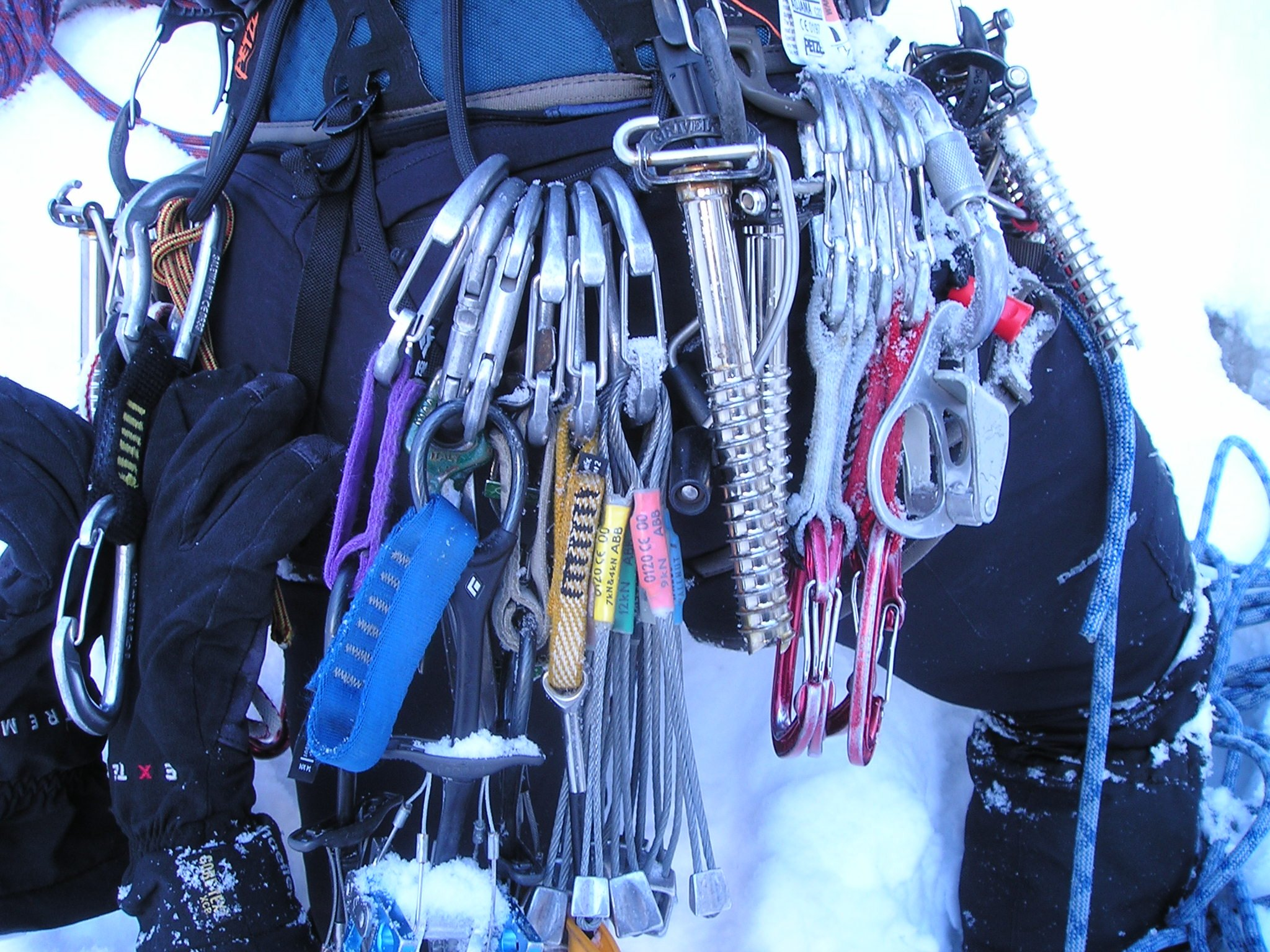
Equipaggiamento

In francese questa tecnica è nota anche come piolet-traction, letteralmente "piccozza trazione", in quanto l'arrampicatore si innalza facendo forza sulle piccozze. La progressione frontale ha permesso di tracciare nuovi itinerari in pendii verticali (non ancora affrontati dagli alpinisti) o di superare molto più agevolmente i pendii ripidi degli itinerari classici.
Prima dell'introduzione della progressione frontale l'alpinista procedeva "fianco a monte" sostenendosi al pendio con una sola piccozza e piantando i ramponi inizialmente privi delle punte frontali, e quindi attualmente definibili come grappette, di piatto e parallelamente alla linea di massima pendenza per mezzo di una flessione della caviglia. Tale tecnica, comunque, non prevedeva il superamento di pendenze estreme. L'evoluzione parallela di tecniche e materiali, come l'introduzione dei ramponi che hanno adottato le punte frontali, sono diventati rigidi ed hanno evoluto l'attacco allo scarpone, e l'accorciamento ed altro delle picche, sono state basilari nello sviluppo della disciplina.

### Grado di difficoltà
La difficoltà di una via di arrampicata su ghiaccio viene valutata e descritta attraverso l'uso della scala canadese e di quella chiamata WI, Water Ice. Oltre a queste scale si può anche usare la scala di difficoltà alpinistica per tenere conto dei valori complessivi di lunghezza, difficoltà, esposizione della via. Quest'ultimo grado è espresso con le lettere F, PD, AD, D per le vie meno impegnative e con TD, ED, e ABO per quelle difficili ed estreme.

## Galleria d'immagini

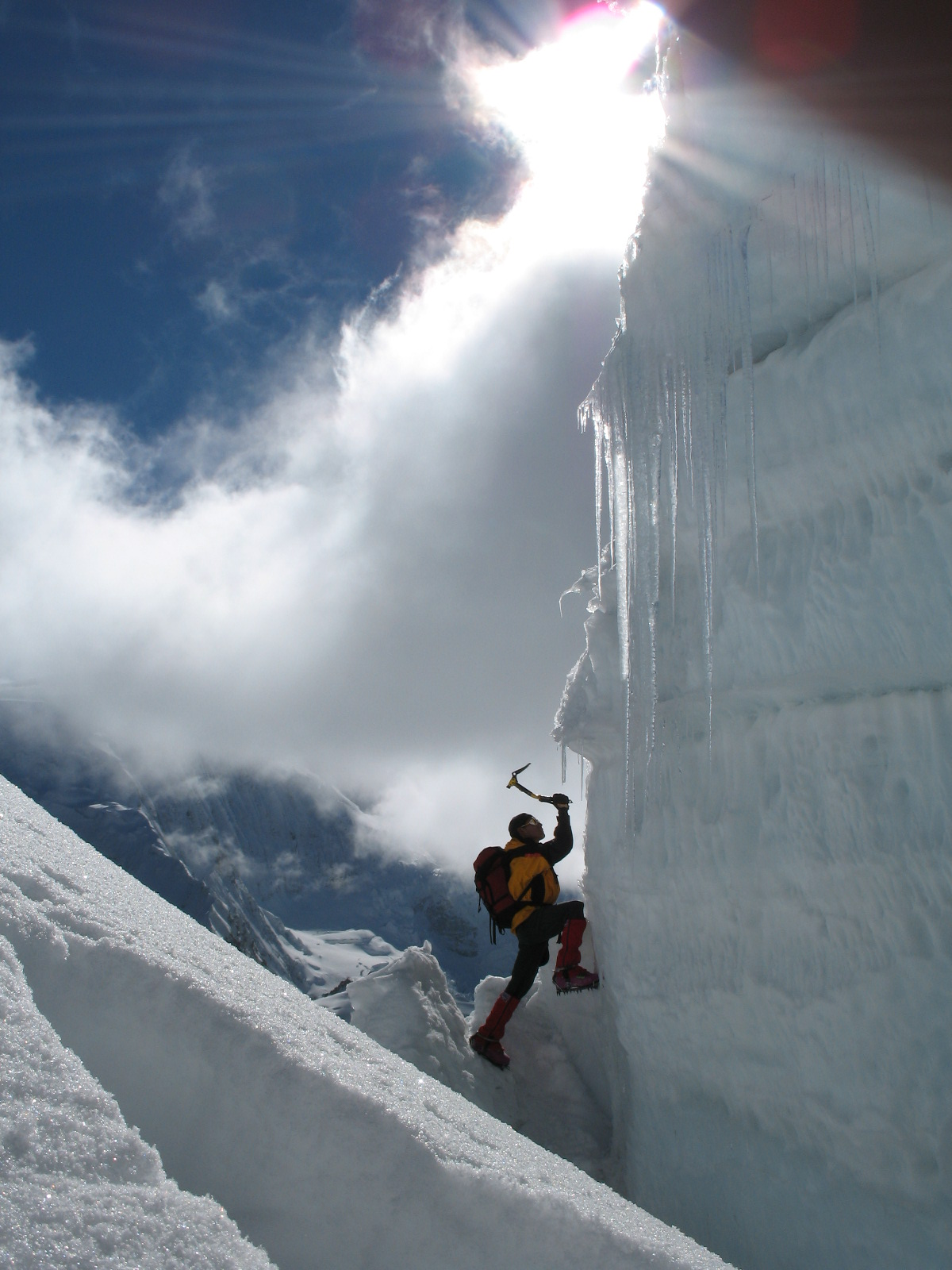
Arrampicata su ghiaccio su seracco, Perù.
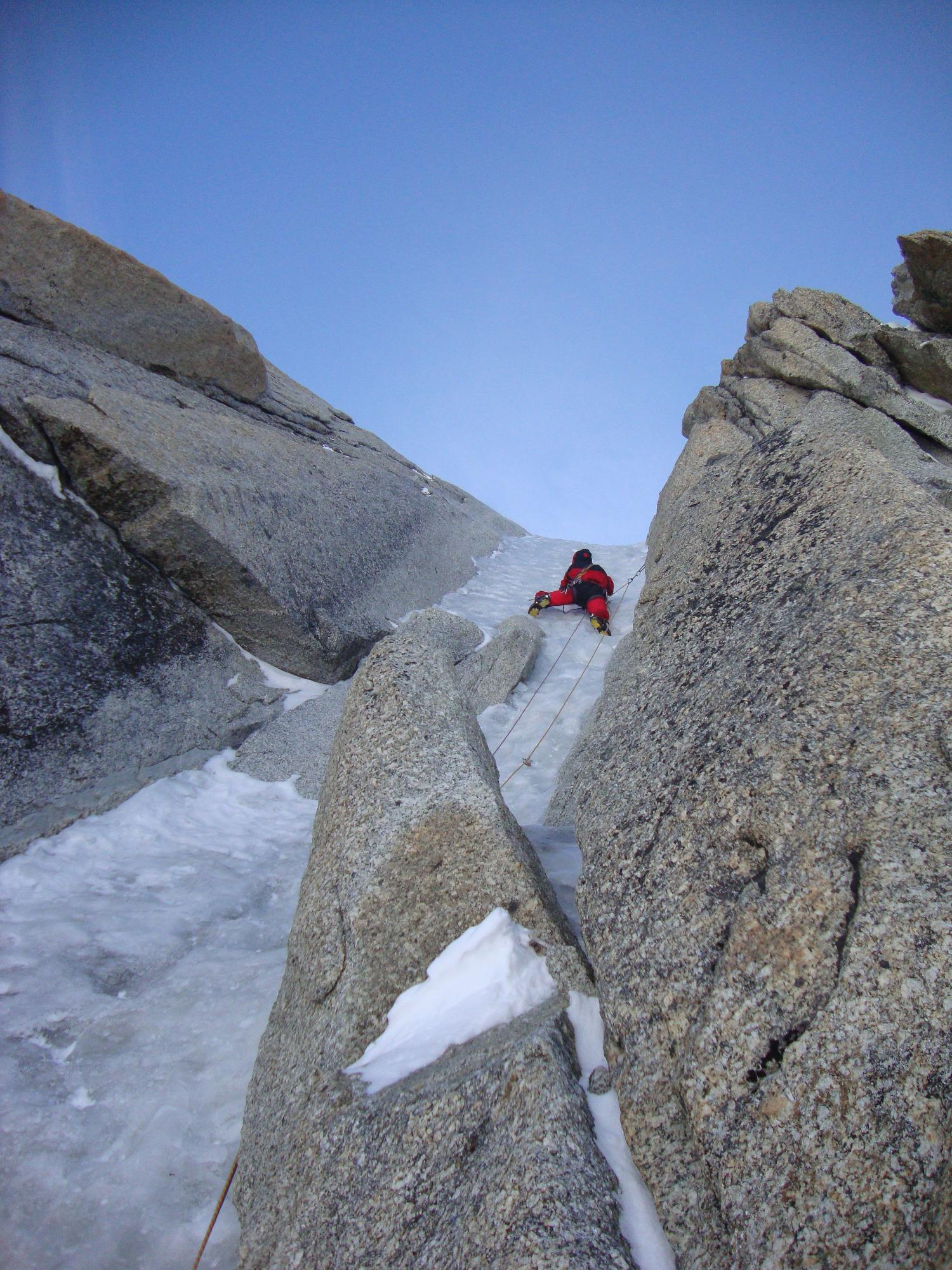
Arrampicata su ghiaccio su goulotte, via goulotte Chèré al Triangle du Tacul.
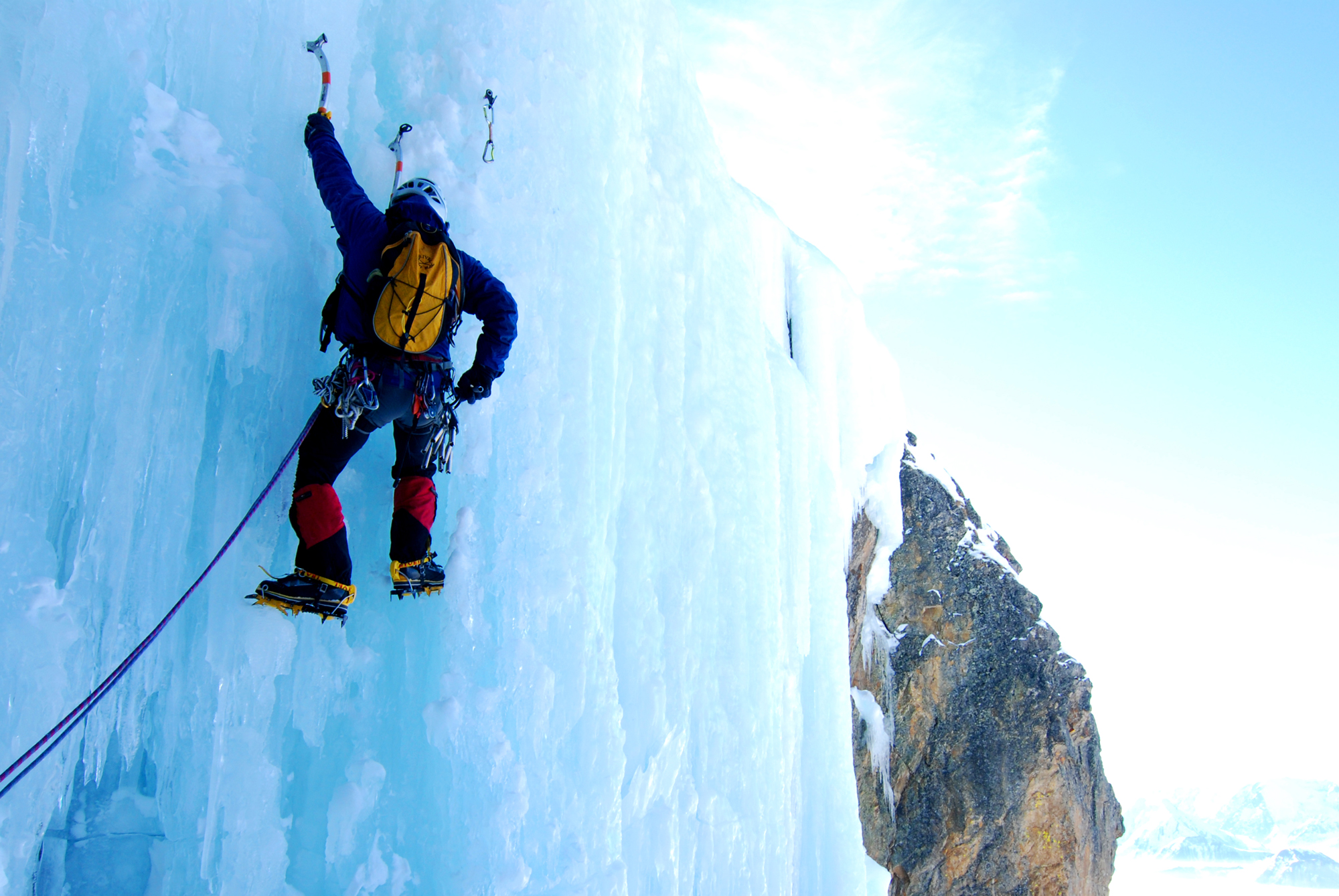
Arrampicata su ghiaccio su cascata, via Symphonie d'automne, Alpe d'Huez.
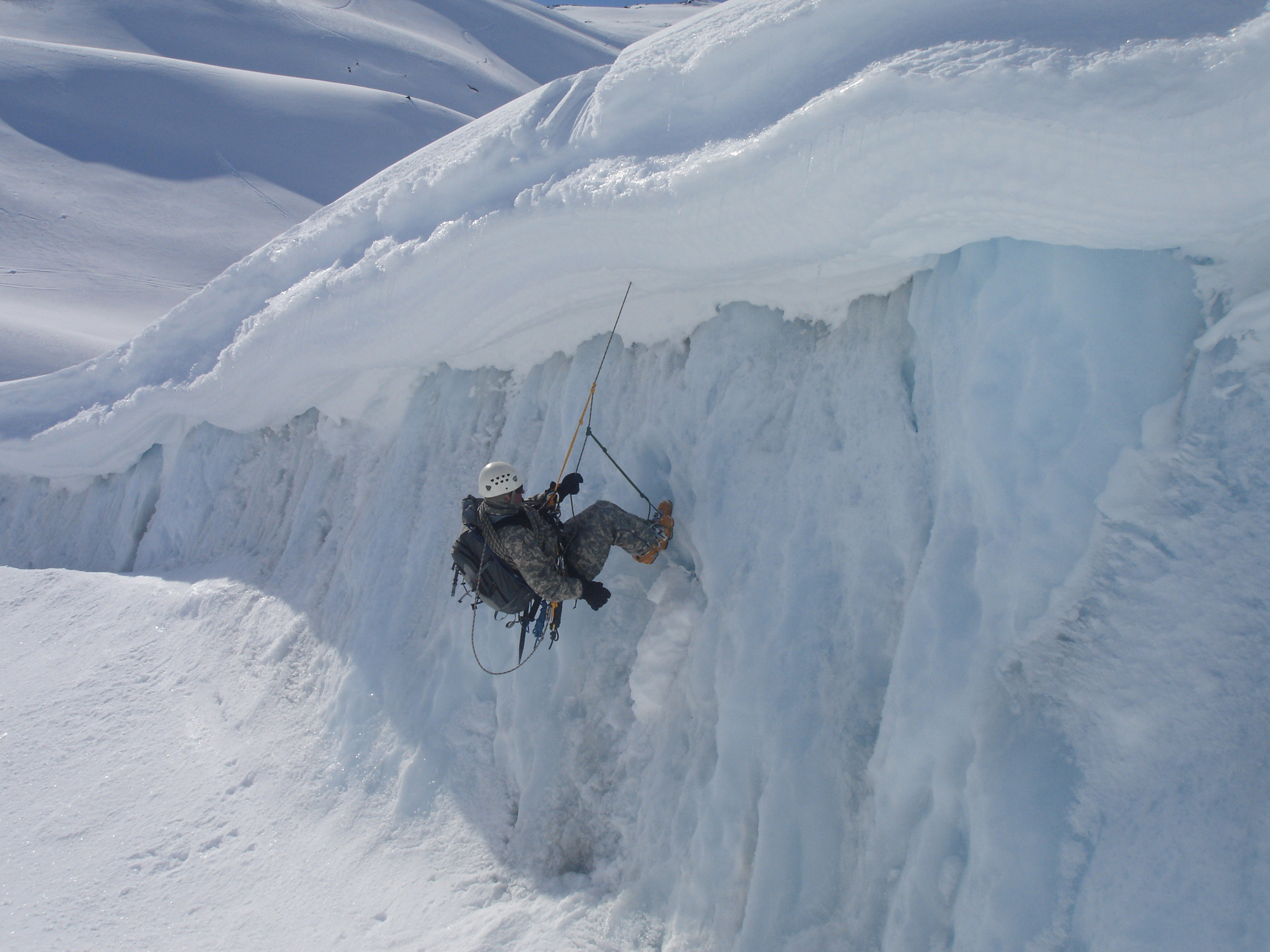
Arrampicata su ghiaccio sul Ghiacciaio Worthington
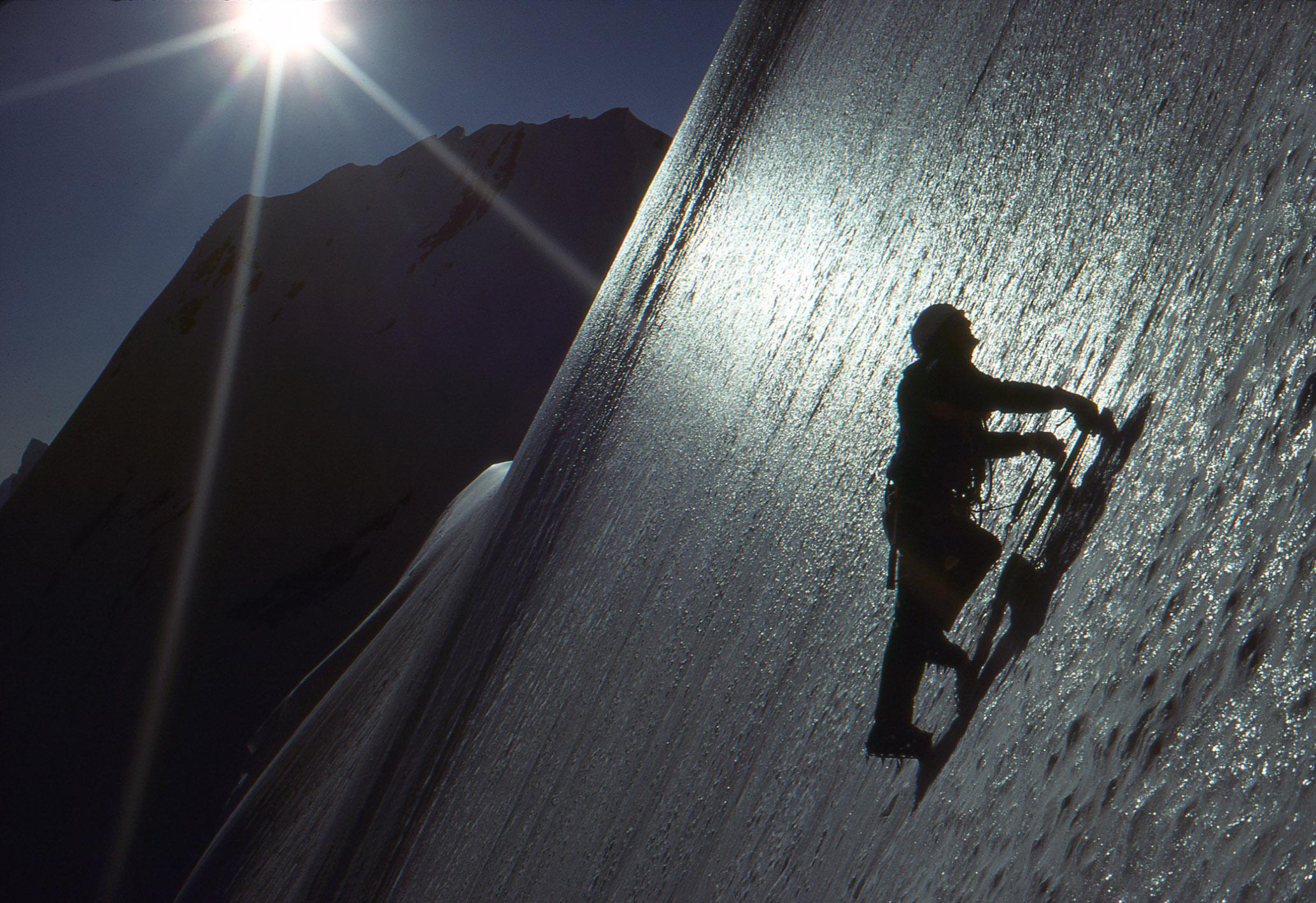
Arrampicata su parete di ghiaccio
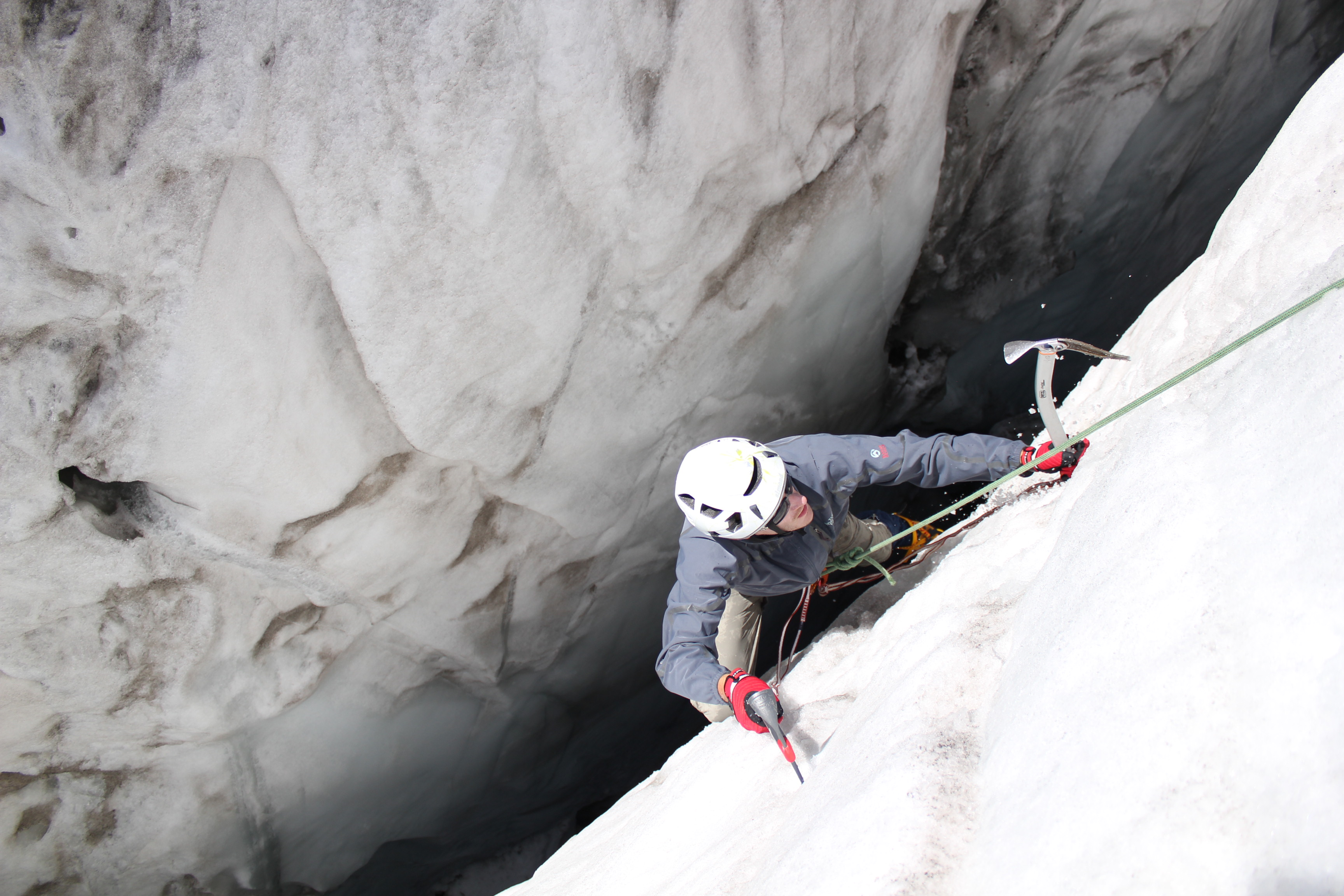
Arrampicata sul Ghiacciaio del Tour
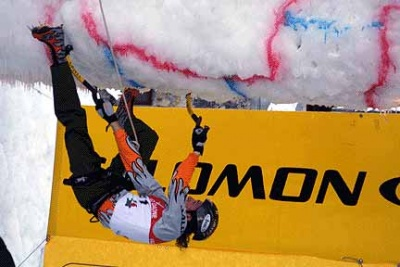
Un atleta impegnato in una competizione di arrampicata su ghiaccio.